# ماریون ماروسکا
 ماریون ماروسکا (انگلیسی: Marion Maruska؛ زادهٔ ۱۵ دسامبر ۱۹۷۲) یک تنیس‌باز اهل اتریش است. 